# Fafa (recette)
Pour les articles homonymes, voir Fafa (rivière).
Le fafa est une recette traditionnelle polynésienne dont la préparation est à base de jeunes feuilles de taro (plante à tubercule des régions tropicales de la famille des Aracées riche en sels minéraux, en fer et en calcium).
Les feuilles sont cuites dans de l'eau bouillante salée et citronnée pendant environ 30 minutes. Leur aspect final s'approche des épinards. Les feuilles de taro contenant de l'acide oxalique, la cuisson au bouillon des feuilles est indispensable.
Les jeunes feuilles de taro peuvent aussi être hachées, mélangées à du lait de coco puis cuites. Elles peuvent être remplacées par des épinards. 